# Kurhotel Zippendorf

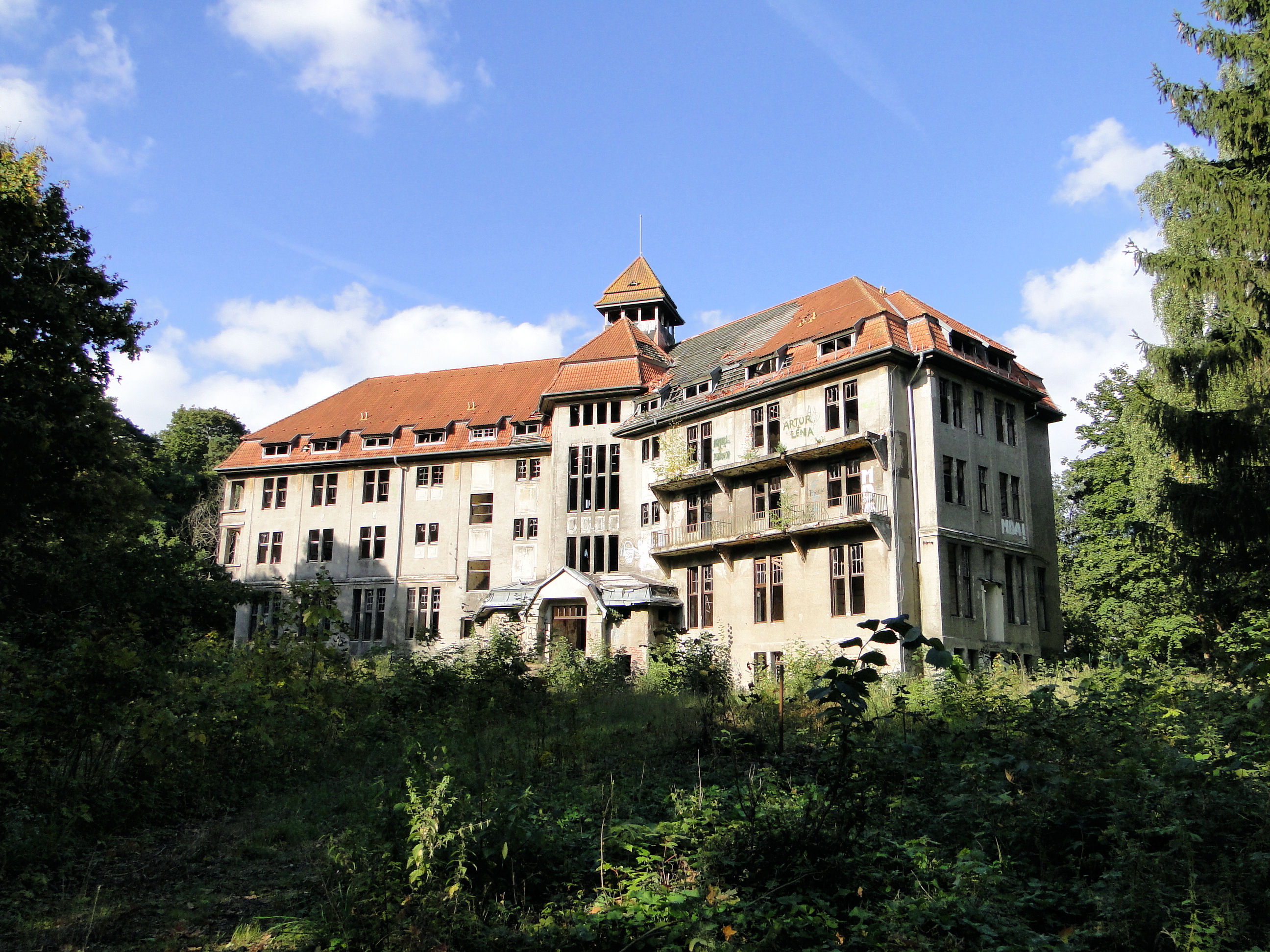
Kurhotel Zippendorf (September 2010)

Das Kurhotel Zippendorf (auch: Kurhaus Zippendorf oder Kurhaus am Bornberg) ist ein 1910 errichtetes, denkmalgeschütztes Gebäude am Südufer des Schweriner Sees in der mecklenburgischen Stadt Schwerin. Das ehemalige Hotel steht seit 1990 leer und wechselte mehrfach den Besitzer.

## Lage

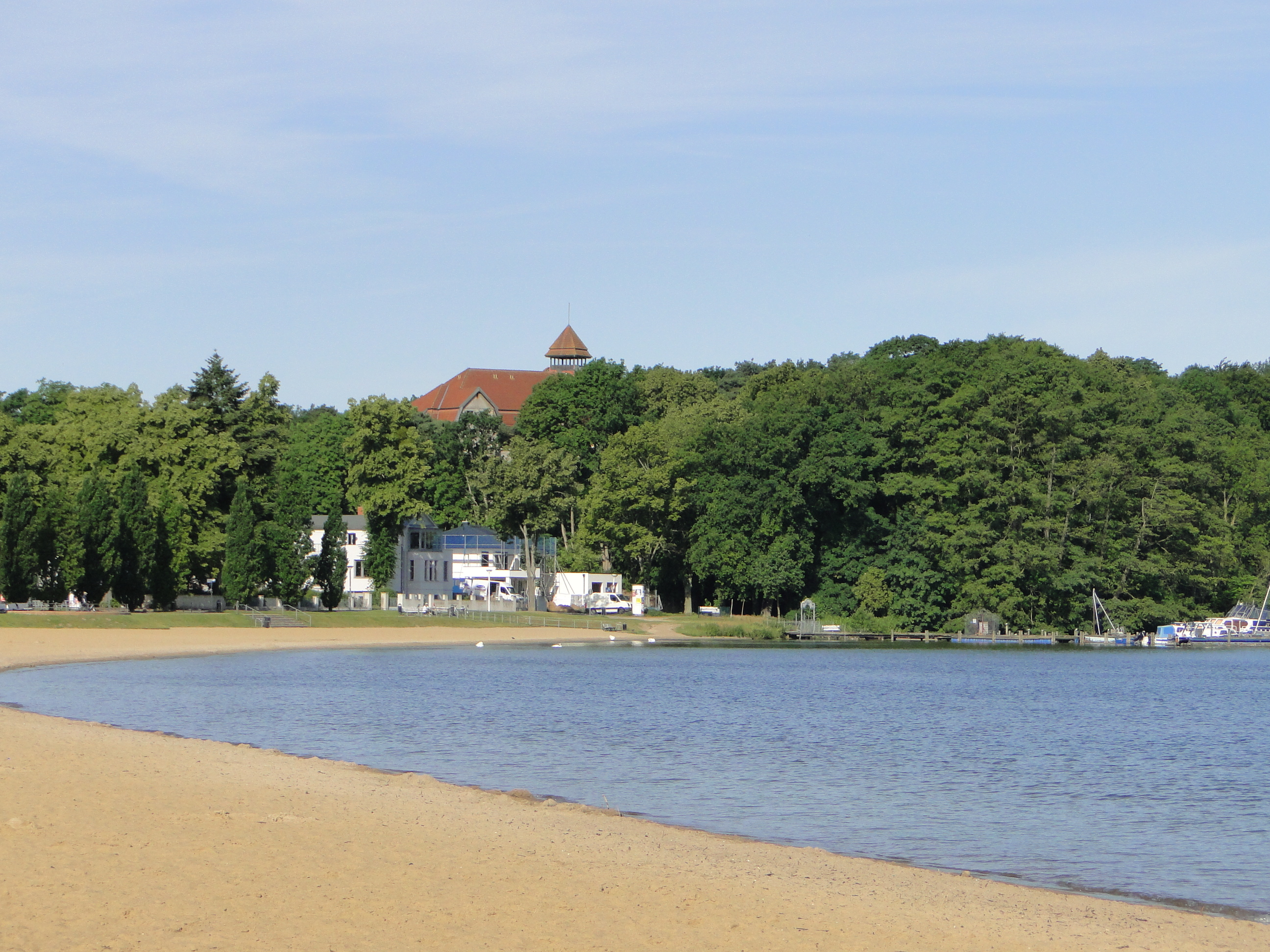
Das einstige Kurhotel liegt nahe dem Zippendorfer Strand

Das Kurhotel liegt im Schweriner Stadtteil Zippendorf am Bornberg, etwa zehn Meter über dem Wasserspiegel des Schweriner Sees in Strandnähe. Die Anschrift des Gebäudes lautet Am Strand 1. Zur entsprechenden, uferseitigen Anliegerstraße führt eine Treppe hinunter. Südlich des Kurhotels verläuft die hier vierspurige Bundesstraße 321 (An der Crivitzer Chaussee).

## Geschichte
Zur Förderung des Fremdenverkehrs gründete sich 1909 die Kurhaus GmbH, die Zippendorf zu einem Luftkurort entwickeln wollte und neben einem Strandhotel auch bis 1910 das nach eigener Aussage gemeinnützige Kurhaus mit 63 Betten, einer geschlossenen Veranda sowie Damen-, Gesellschafts- und Lesezimmern nach Plänen von Paul Korff errichten ließ. Zu jener Zeit gab es Streitigkeiten mit der Stadt, die sich in nicht ausreichender Weise um die Entwicklung und den Unterhalt des Umfelds und der Infrastruktur kümmerte. So wurden Spazierwege nicht gepflegt, der Strand wurde von Anwohnern zur Lagerung von Unrat genutzt, und drei zum Anlegen von Dampfschiffen angeschüttete Erdwälle erschwerten den Wasseraustausch in der Bucht des Schweriner Sees mit Auswirkungen auf die Wasserqualität.
Vor dem Ersten Weltkrieg wurde Zippendorf als „Luftkurort“ vermarktet. Das Kurhaus pries seine 45 Zimmer „mit allen neuzeitlichen Einrichtungen“ an, fast alle hatten Balkon oder Loggia. Mit Kriegsausbruch flachte der touristische Boom ab, die Kurhaus GmbH vermietete Zimmer ans Artilleriedepot. Die Pächter wechselten des Öfteren. 1919 wurde das Kurhotel schließlich mit Verlusten an einen neuen Besitzer namens Schwarz verkauft. In den 1920er Jahren entwickelte sich der Betrieb zunächst positiv, zumal Zippendorf ab 1921 mit der Schweriner Straßenbahn erreichbar war. Im Februar 1923 verbrachte Kurt Tucholsky mit seiner Geliebten (und späteren Ehefrau) Mary Gerold einige Urlaubstage im Kurhaus.
Friedrich Schwarz besaß Ende der 1920er Jahre neben dem Kurhaus auch das benachbarte Strandhotel sowie das Hotel Central in der Wismarschen Straße in der Nähe der Innenstadt. Durch die Weltwirtschaftskrise ging der Umsatz jedoch deutlich zurück. 1931 meldete Schwarz Konkurs an. Wegen seines schlechten Rufs gestaltete sich der Verkauf des Hauses schwierig. Am 17. Januar 1933 wurde das Haus und das 9452 Quadratmeter große Grundstück zwangsversteigert. Nach der Zwangsversteigerung wurde Max Otto Kirst neuer Inhaber. Die Stadt warb mit dem Standort Bad Zippendorf, obwohl dieser Titel dem Ort offiziell nie verliehen wurde und bei Urlaubern Erwartungen weckte, die nicht erfüllt werden konnten. Das Hotel war unter Kirsts Führung nur zu etwa 5 % ausgelastet.
1934 plante man, die Ständige Stabswache der SA im Gebäude unterzubringen. 1938 kamen sudetendeutsche Flüchtlinge hier unter. Wegen angeblich schlechter Behandlung der Flüchtlinge und Unsauberkeit wurde Kirst 1939 die Gast- und Schankwirtskonzession entzogen, wodurch es zu einem Rechtsstreit mit der Stadt Schwerin kam. Nach Beschlagnahme des Hotels durch die deutsche Luftwaffe 1944 kam es zur Umwandlung in ein Lazarett. Nach dem Krieg wurde das Haus als Erholungsheim für ehemalige KZ-Häftlinge genutzt. Die Besitzerfamilie enteignete man zu Beginn der 1950er Jahre. Neben einer Entschädigung wurde Frau Kirst ein Wohnrecht im Souterrain eingeräumt.
Seit 1956 nutzte der SC Traktor Schwerin das ehemalige Kurhotel als Klubhaus und als Wohnheim für Sportler der Sektionen Boxen, Leichtathletik, Segeln und Volleyball. 1984 verkaufte es die Stadt an das Lederwarenkombinat Schwerin-Süd, das es als Internats- und Weiterbildungseinrichtung nutzte. Mit Erklärung der Ungültigkeit der Verträge ging das Kurhaus 1990 in den Besitz der Treuhandanstalt, die für eine Neueindeckung des Daches und eine Überholung der elektrischen Leitungen und der Heizungsanlage sorgte.

### Nutzungspläne seit 1990

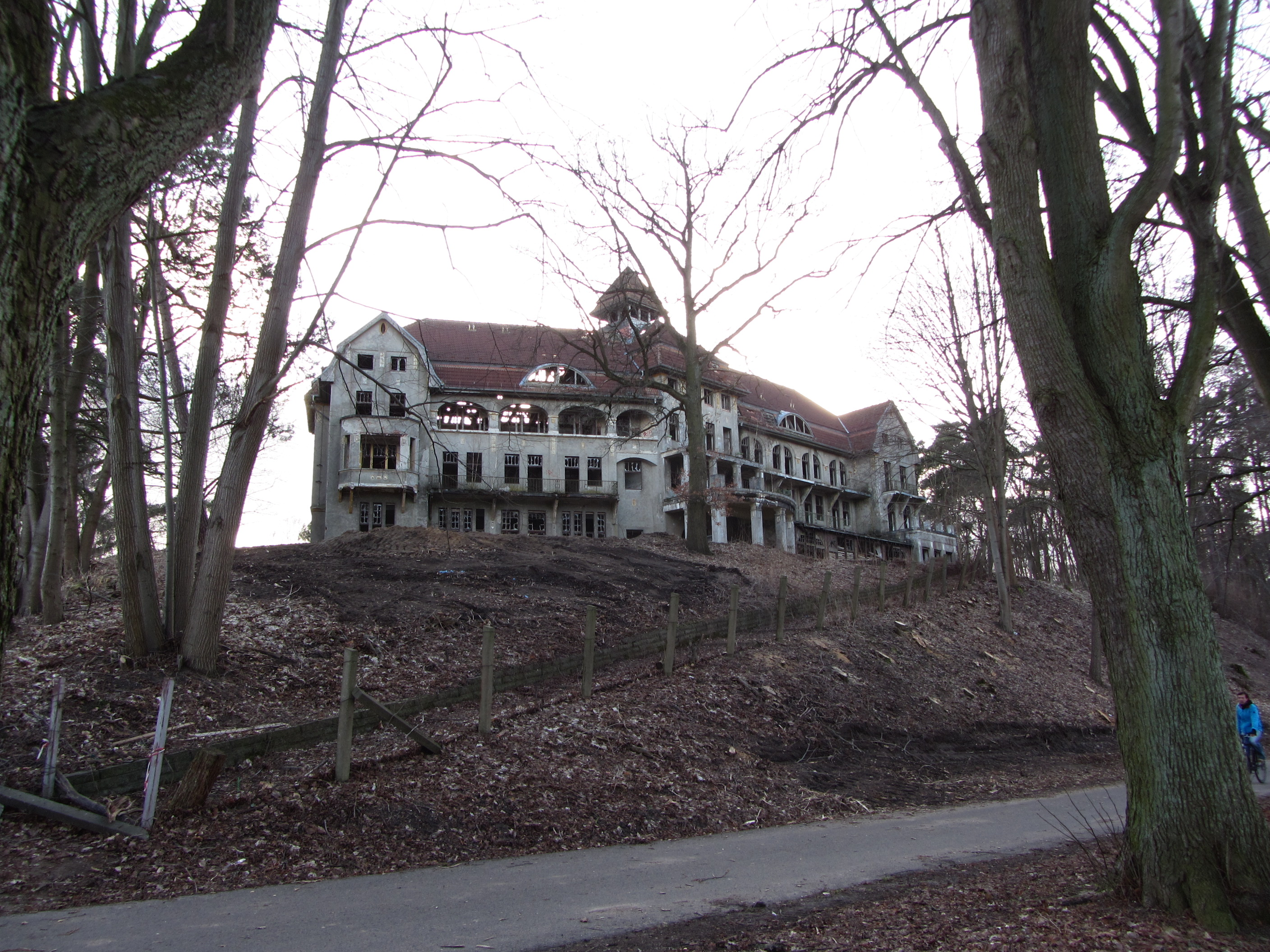
Seeseitige Ansicht (März 2013)

Weiternutzungspläne verschiedener Investoren scheiterten, unter anderem sollte 2001 eine Internet-Universität entstehen. Mit der Zwangsversteigerung im Oktober 2008 wurde die Zippendorfer Strand Grundstücksgesellschaft Eigentümer des Objekts, die einen Umbau zu einer Gesundheits- und Fortbildungsakademie mit Hotelbetrieb und Gastronomie plante. Zwischenzeitlich wurde das Gebäude zur Absicherung mit einem Zaun umgeben. Laut Lokalpresse war der September 2010 als Termin für den Beginn von Sanierungsarbeiten vorgesehen. Demnach kam es zu Verzögerungen auf Grund noch laufender Verhandlungen mit einem Investor.
Eine Projektentwicklungs-Gesellschaft, die das Gebäude 2012 erwarb, plante die Schaffung hochwertiger Eigentumswohnungen. Nachdem das Gelände bereits beräumt und die Bauvoranfrage positiv beschieden wurde, gab der Investor im Mai 2013 bekannt, von den Plänen Abstand zu nehmen. Das Kurhotel stand anschließend wieder zum Verkauf, zu einem Preis von 750.000 €.
Konzepte der Stadt Schwerin sehen vor, den Charakter Zippendorfs und des östlich benachbarten Stadtteils Mueß wieder stärker auf den Tourismus statt auf reine Wohnnutzung auszurichten. So sind für Zippendorf eine Seebrücke mit Brückengebäude und Gastronomie, ein Platz für Camper, ein Wasserwanderrastplatz und eine Marina angedacht. Daher wird die Entwicklung des ehemaligen Kurhauses besonders hervorgehoben, wobei für dieses auch nichttouristische Nutzungen denkbar seien.
Ab 2018 sollte das frühere Kurhotel saniert werden, im Jahr 2016 wurden entsprechende Pläne vom Architekturbüro Seidlein Röhrl vorgestellt. Auf insgesamt 3000 m² Wohnfläche waren elf Wohnungen im Kurhaus und sieben Wohnungen in zwei Neubauten auf der westlichen Grundstücksseite vorgesehen. Zwei der neuen Eigentümer sprangen ab und der Architekt Stephan Röhrl aus München sucht nach neuen Partnern für die Umsetzung, wie der NDR im Oktober 2017 meldete.